# Привокзальне (Богодухівський район)
Привокзальне —  селище в Україні, у Валківській міській громаді Богодухівського району Харківської області. До 2020 року орган місцевого самоврядування — Старомерчицька селищна рада. Станом на 2001 рік чисельність населення становила 510 осіб.

## Географія
Селище Привокзальне розташоване за 41 км від обласного центру, 30 км від районного центру та 
27 км від адміністративного центру громади. До селища примикає селище Газове та великий лісовий масив (дуб) (урочище Кругле), в якому бере початок річка Криворотівка. В селі знаходиться залізнична станція Мерчик, поруч пролягає автошлях територіального значення Т 2104.

## Історія
Селище засноване 1665 року. 
12 червня 2020 року, розпорядженням Кабінету Міністрів України № 725-р «Про визначення адміністративних центрів та затвердження територій територіальних громад Харківської області», селище увійшло до складу Валківської міської громади.
19 липня 2020 року, в результаті адміністративно-територіальної реформи та ліквідації Валківського району, селище увійшло до складу Богодухівського району.